# Салехов, Самигулла Валиуллович
Самигулла Валиуллович Салехов, вариант фамилии Салихов (1882—12 мая 1950) —  учитель, бухгалтер, кооператор, делегат Всероссийского Учредительного собрания.

## Биография

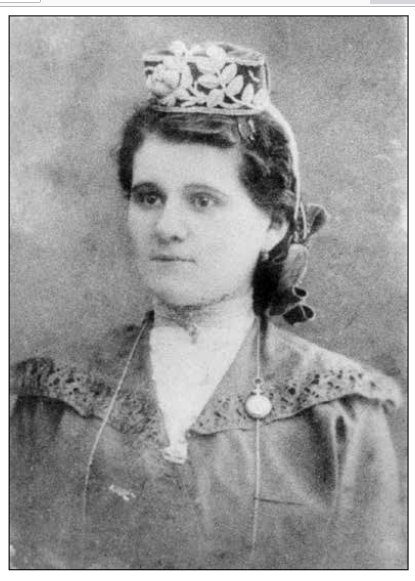
Зухра Салехова

Родился в крестьянской семье в  д. Большой Сардык Малмыжского уезда Вятской губернии. Окончил начальное училище, учительскую семинарию в Вятке (1903). Учитель в Малмыже. В 1907 году переезжает в Казань, где ему было предложено место главного бухгалтера в одном из частных предприятий. С 1912 под полицейским надзором.  Осенью 1912 выборщик на выборах в Государственную думу IV созыва. 
По некоторым данным в 1914—1919 годах Самигулла Салехов вместе с семьёй  жил в Чистополе,  но в избирательных документах Учредительного собрания в 1917 году значился проживающим  в Казани. В 1914-1917 годах служил бухгалтером и работал в кооперации. В 1917 году в политических партиях не состоял, по убеждениям социалист.
1-11 (14-25) мая 1917 года принял участие в работе Всероссийского мусульманского съезда. Как крестьянский депутат выступил там с речью, требуя передать землю народу. 
В конце 1917 года избран во Всероссийское учредительное собрание по Казанскому избирательному округу по списку № 4 (Губернское мусульманское собрание). Участник единственного заседания Учредительного собрания 5 января 1918 года. 
В 1919 году Салехов с семьей переехал в Екатеринбург. Там он работал заведующим подотдела национальных меньшинств Екатеринбургского губернского отдела народного образования. 
В 1922 году Салехов пригласили занять должность начальника Управления сельскохозяйственной промышленности Наркомата земледелия ТАССР, и он с семьей вернулся в Казань.
В конце 1930-х работал заместителем директора треста «Татптицепром». 
28 ноября 1937 года Салехов арестован как "участник эсеровской пантюркистской, националистической организации Милли Шуро".  Лишь через 3 с лишним года, 10 февраля 1941 года, он был осуждён Особым совещанием НКВД СССР по статьям 58-2, 58-7, 58-11 и приговорён к 8 годам ИТЛ. Срок отбывал в лагерях Коми АССР. Освобождён 29 ноября 1945 года. 13 апреля 1949 года арестован, как повторник, и 15 июня 1949 года выслан на поселение в Красноярский край. 12 мая 1950 года Самигулла Салехов умер от инфаркта миокарда в ссылке в селе Большой Улуй Большеулуйского района Красноярского края.

## Семья

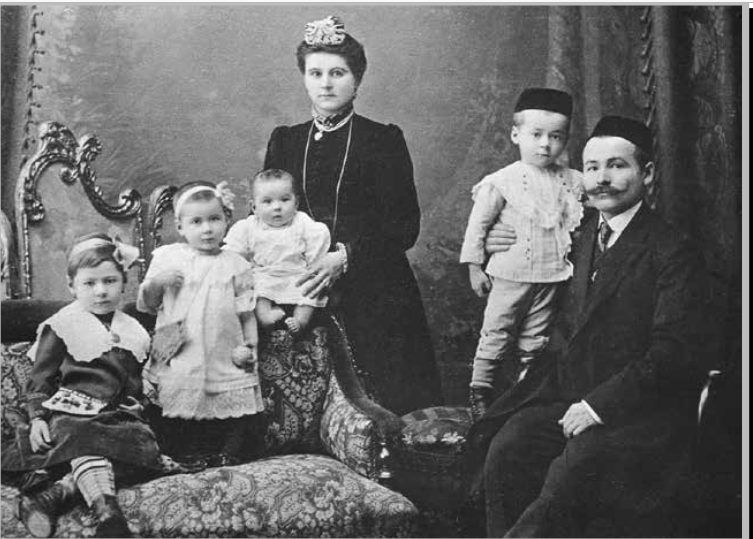
Самигулла и Зухра Салеховы и их дети

- Жена (с 1906) — Зухра Шакирджановна, урождённая Тагирова (27 августа 1884—29 августа 1971), дочь известного педагога и просветителя Шакирджана Тагирова[тат.][3].
  - Дочь  — Шафика, бухгалтер[3]
  - Сын  — Хашим, начальник горгаза ТАССР[3].
  - Дочь  — Раиса Самигулловна Салехова (16 октября 1910, Казань – 31 октября 1985[6]) биолог, преподаватель, в юности организатор и руководитель (?—1928) первого пионерского отряда в Ново-Татарской слободе Казани.
  - Сын  — Гарун Самигуллович Салехов[тат.] (15 августа 1913, Казань – 21 октября 1971[7]) д. ф.-м. н., сотрудник Казанского авиационного и педагогического институтов и Физико-техническом института КФАН СССР
  - Сын  — Наиль, умер в 17 лет[3].
  - Дочь  — Хавса, умерла 5 лет отроду[3].
  - Сын  — Расуль[3] (Рауль) Самигуллович Салехов (1917—21.11.1942), учился в Московском инженерном училище, погиб (пропал без вести) под Сталинградом[8] .
- Брат — Табриз Салехов, преподаватель всеобщей истории в Татарско-башкирском техникуме в Екатеринбурге, член ВКП(б)[9].

## Комментарии
1. ↑  В биографии Салехова на сайте "Хронос" местом рождения указана деревня Сарты. Однако старое название современного села Большой Сардек - деревня Большой Сардык и можно предположить, что речь идет об одном и том же населённом пункте, входившем до революции во 2-й стан Малмыжского уезда Вятской губернии, а в советское время вошедшем в состав в Кукморского района ТАССР.
2. ↑  Указания на то, Самигулла Салехов был избран членом президиума Мусульманского съезда[2] очевидно ошибочны, так как членом президиума стал осетин Ахмед Цаликов[4], а "Салихов" это одна из возможных транскрипций данной фамилии[5]